# タチネコノメソウ
タチネコノメソウ（立猫の目草、学名：Chrysosplenium tosaense）は、ユキノシタ科ネコノメソウ属の多年草。別名、トサネコノメ。

## 特徴
根出葉に長い葉柄があり、葉身は腎円形からほぼ円形で、長さ4-17mm、幅5-25mm、基部は心形になり、縁に5-9個の円い鋸歯があり、両面とも無毛。地中を走る短くて細い走出枝があり、微細な鱗片葉が互生し、花後に、走出枝の基部がふくらんで、そこから葉を出して新しい個体となって独立する。花茎は高さ5-10cmになり、ほぼ無毛で、下部は紅褐色をおび、茎先に集散花序をつける。茎葉は1-2個が互生するか無葉で、根出葉と同形で根出葉より小さい。
花期は4-5月。花序を取り囲む苞葉は卵円形で、3-5個の円い鋸歯がある。花の径は3mmほどで、短い花柄がある。萼裂片は4個で花時に平開し、長さは1.5-2mmになり、広卵形になり、色は緑色になる。花盤は黄緑色から淡緑色になる。花弁は無い。雄蕊は8個あり、長さ0.5mmほどで萼裂片より明らかに短く、花時に直立する。裂開直前の葯は黄色をしている。子房は下位。花柱は2個あり、ごく短く、花時に直立し、果時に平開する。果実は蒴果で、2個の心皮は熟すと縦に裂けて多数の種子をだす。種子は卵形で、長さ0.6-0.7mm、縦に1個の稜があり、微細な乳頭状突起がある。染色体数は2n=24。

## 分布と生育環境
日本固有種。本州の関東地方以西、四国、九州に分布し、山間の林内、林縁の沢沿いの水湿地に生育する。

## 名前の由来
和名タチネコノメソウは、「立猫の目草」の意。はじめ、高知県吾川郡下名野川村（現、仁淀川町）で採集した標本によって、牧野富太郎 (1889) がつけた。
種小名（種形容語）tosaense は、「土佐の」の意味。

## 分類
アムール、ウスリー、中国大陸（東北部）、朝鮮半島、樺太、千島列島、北海道、本州の近畿地方以北、四国の剣山に分布し、落葉広葉樹林下などの沢沿いの水湿地に生育するツルネコノメソウ Chrysosplenium flagelliferum に良く似る。同種は花後に著しく伸びる地上性の走出枝をだすが、本種には地上性の走出枝は無い。 

## ギャラリー

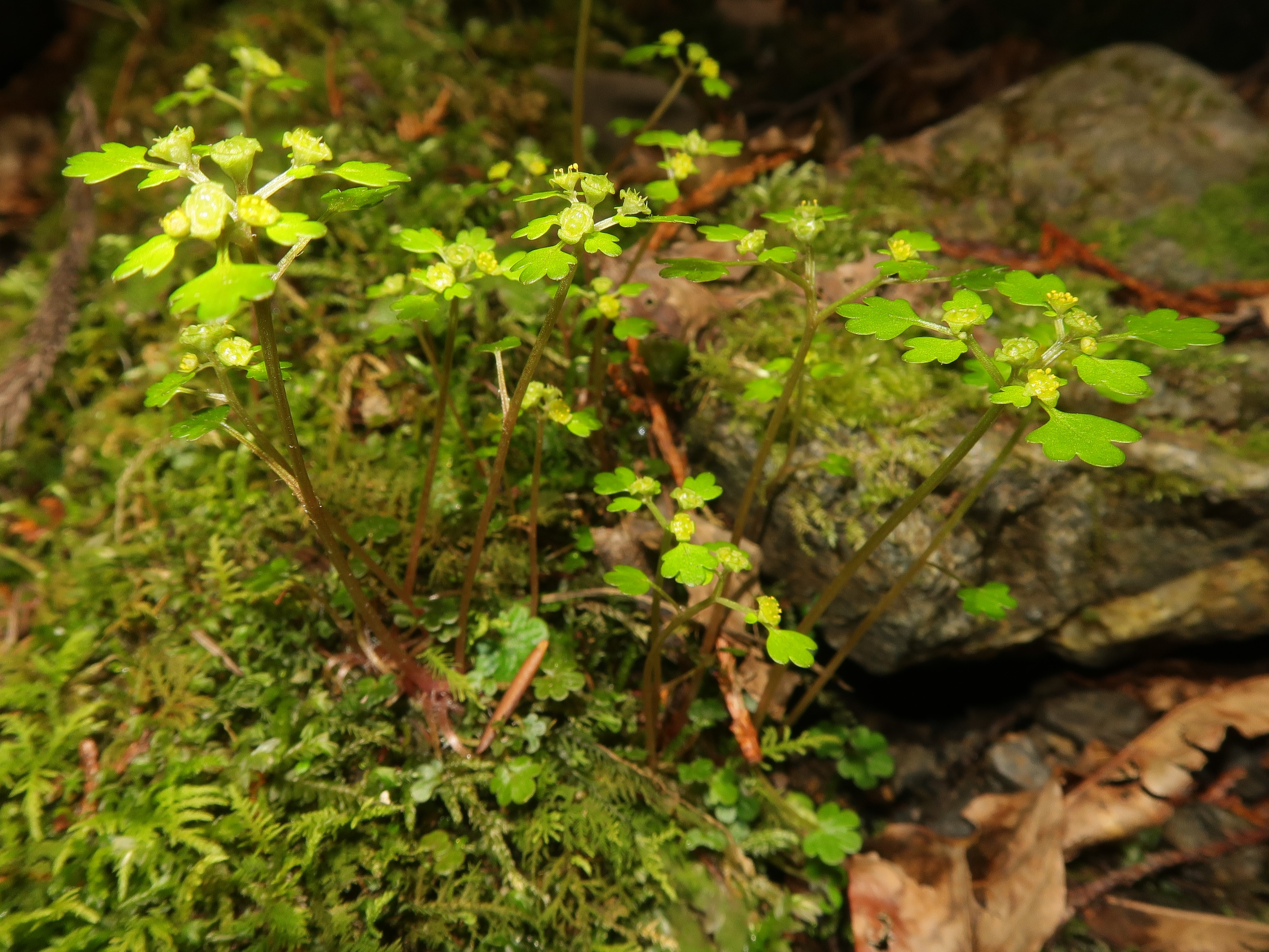
花茎はほぼ無毛で、下部は紅褐色をおび、茎先に集散花序をつける。茎葉は互生する。
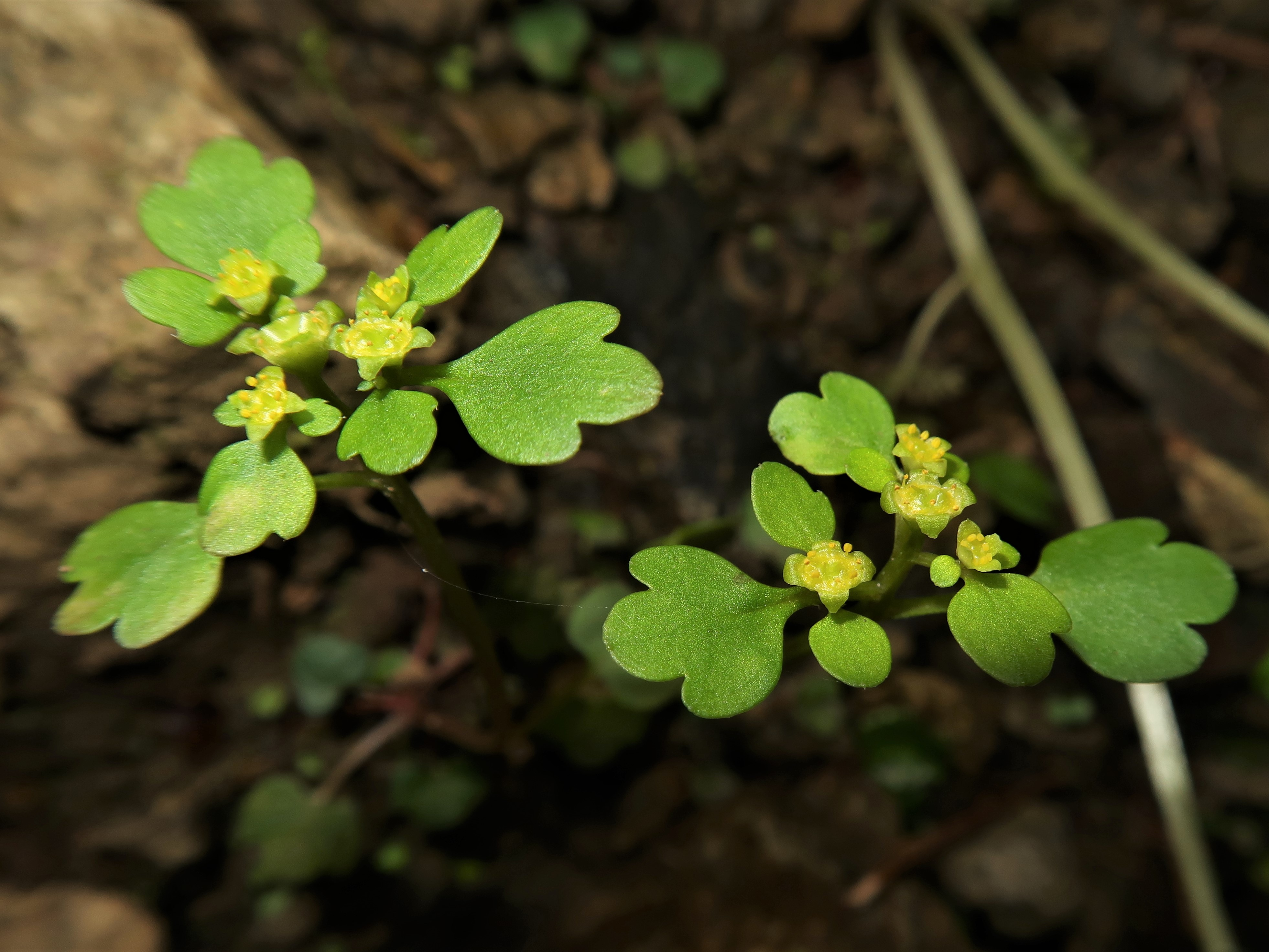
花序を取り囲む苞葉は卵円形で、3-5個の円い鋸歯がある。萼裂片は4個で花時に緑色で平開しする。雄蕊は8個あり、萼裂片より明らかに短く、花時に直立する。裂開直前の葯は黄色をしている。
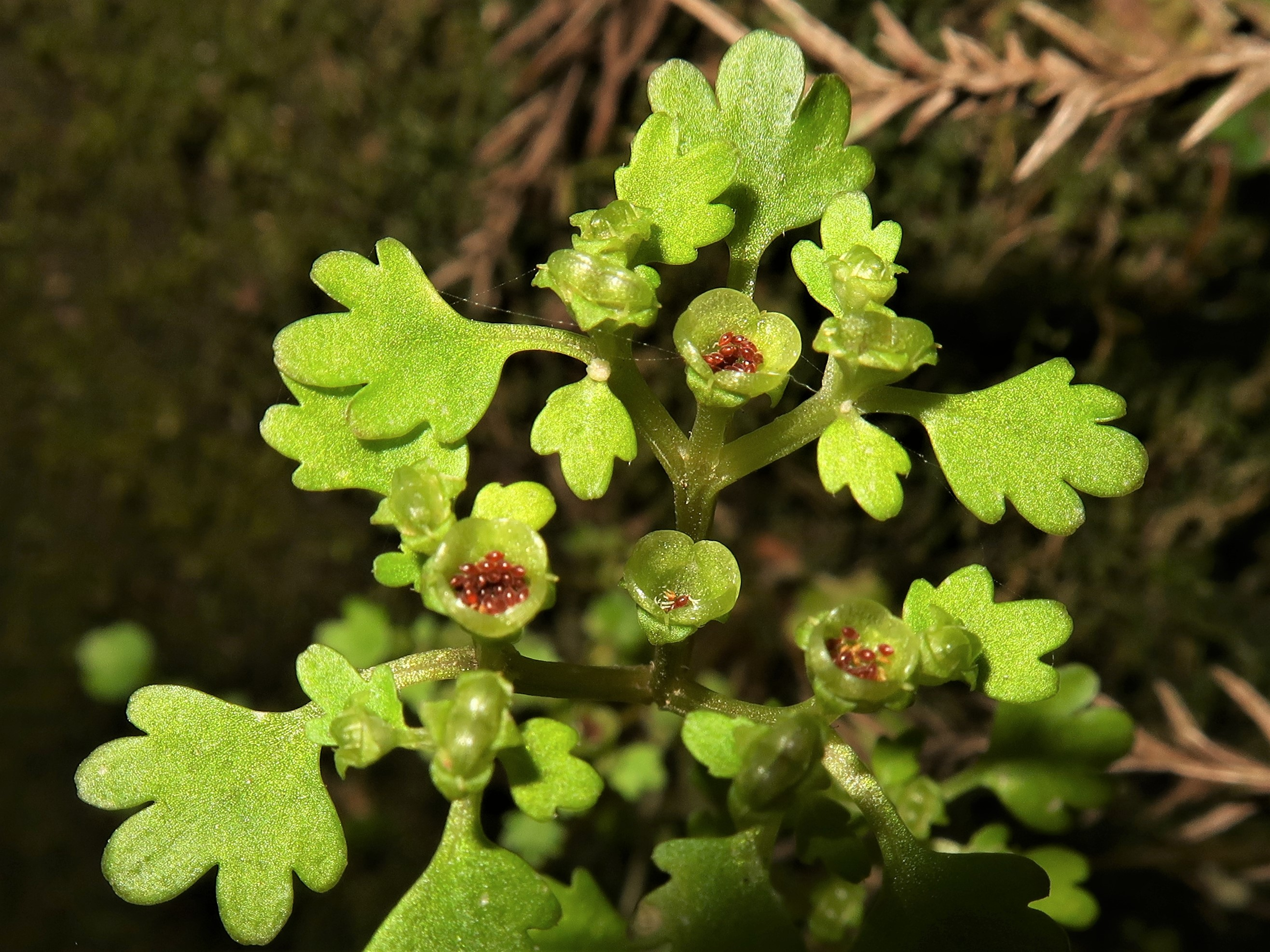
果実は蒴果で、2個の心皮は熟すと縦に裂けて多数の種子をだす。
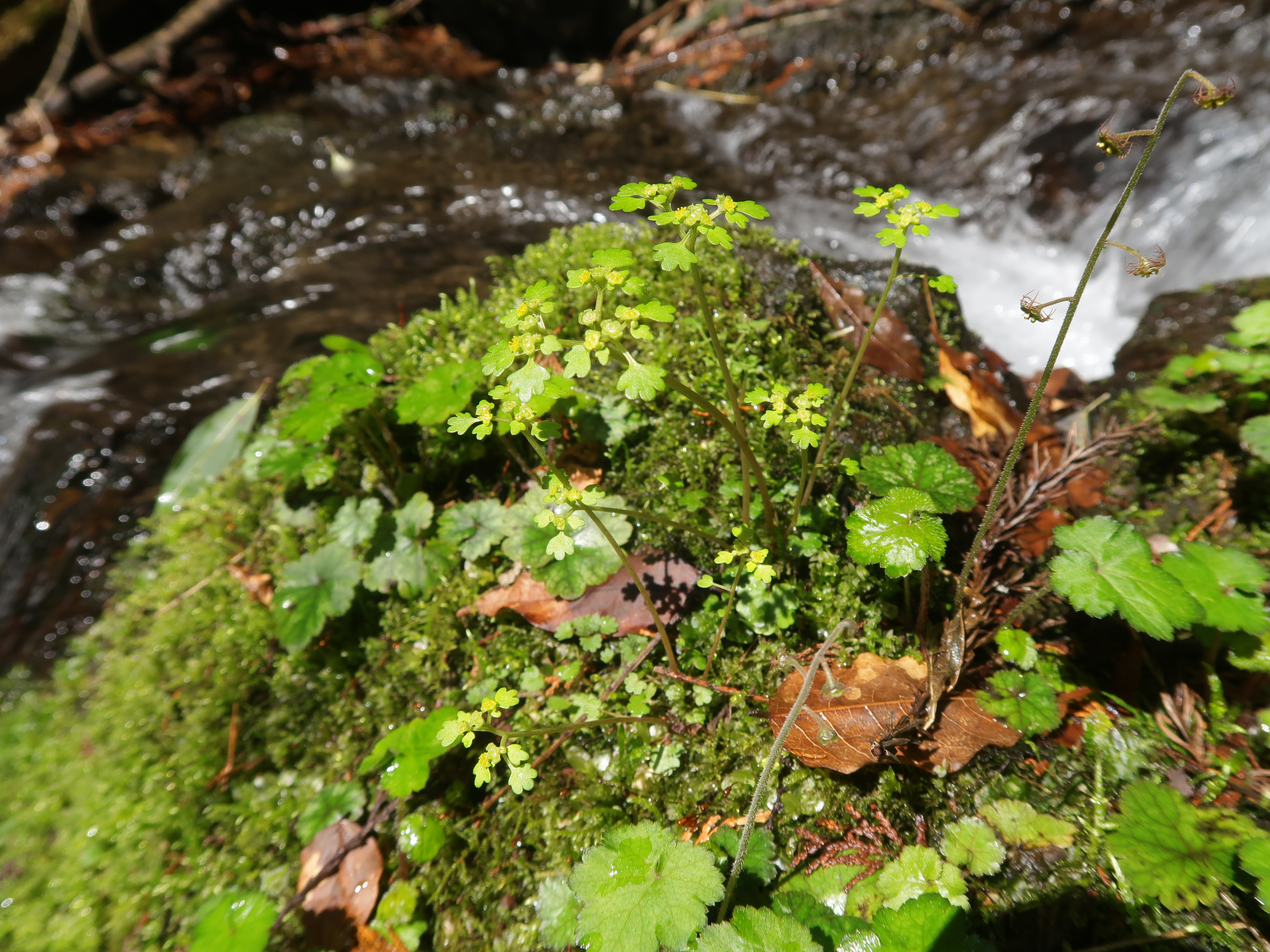
生育環境。沢沿いの水湿地に生育する。コケむす渓流の岩上にコチャルメルソウと。京都市 2021年3月下旬。